# キャデラック・XLR
XLRおよびXLR-Vとは、ゼネラルモーターズ(GM)がキャデラックブランドで販売していたクーペカブリオレ型の高級車である。
アランテ以来となる2シーターのロードスターであり、以前はキャデラックのフラッグシップを担っていたが、2008年秋に発生したリーマンショックの影響により、販売台数が激減した。その後、経営破綻したGMの再建を図るための合理化策により2009年春をもって生産が終了し、在庫販売のみ行なわれていたが、2010年に在庫販売が終了した事によりキャデラックとしてのロードスターモデルは姿を消した。

## 歴史
XLRは1999年の北米国際オートショーで発表されたコンセプトカー「エボーク」を発展させる形で制作され、2003年の北米国際オートショーにて量産型が発表された。
6代目シボレー・コルベットと同じGM・Yプラットフォームを使用するが、エンジンはコルベット用のOHVエンジンではなく、STSやSRXと同じノーススター 4.6L V型8気筒 DOHCエンジン。最高出力324ps/6400rpm、最大トルク42.8kgm/4400rpmを発生するこのエンジンは、これはもともとFF車用に開発されたノーススターエンジンをFR車用に改良したもので、吸気側に可変バルブ機構を備える。
トランスミッションは5速ATのみで、MTは設定されていない。駆動方式はFR。
屋根には電動式のアルミニウム製メタルトップを採用し、開放的なオープンドライブと静粛性が保たれるクーペでの走行を両立できるボディスタイルになっている。
また、インテリアにはセンターコンソールに関して運転席と助手席のデザインが対称となるデュアルコックピットを採用し、メーター周りとキーリモコンのデザインはイタリアのファッションブランドブルガリが担当。スピードメーターの外側及びスマートキーに「BVLGARI」のロゴが刻まれている。
2004年3月、日本での販売を開始。価格は1150万円で、左ハンドル仕様である。当初は右ハンドル仕様も開発される予定だったが、GMの経営悪化に伴い開発が中止となった。
2004年度北米カー・オブ・ザ・イヤーにアメリカ車として唯一ノミネートされたが、受賞は逃した。
北米では2007年モデルからトランスミッションが6速ATに変更されたが、日本では、XLR-Vにバトンタッチされる形で導入は中止となった。

### XLR-V
2005年2月5日、スーパーボウルのCMにチューンアップバージョンのXLR-Vが登場。MVPの選手には賞品としてノーマルのXLRが贈られた。
2005年のニューヨーク国際オートショーでXLR-Vを正式に発表。
吸排気系をチューニングしてスーパーチャージャーを装着したノーススター 4.4L V8 DOHCエンジンを搭載し、最高出力は443ps/6400rpm、最大トルクは57.2kgm/3900rpmに達する。トランスミッションは6速AT。
エンジンのパワーアップに対応してコルベット用の大口径ブレーキローターを装備する。
2006年初頭に北米で発売されたが、価格は当初98,000ドルだったが、100,000ドルに値上げされ、GMで最も高額なモデルとなった。
2007年11月3日、日本では2008年モデルとして販売を開始（受注生産）。価格は1360万円。日本仕様のXLRはXLR-Vのみに統一された。

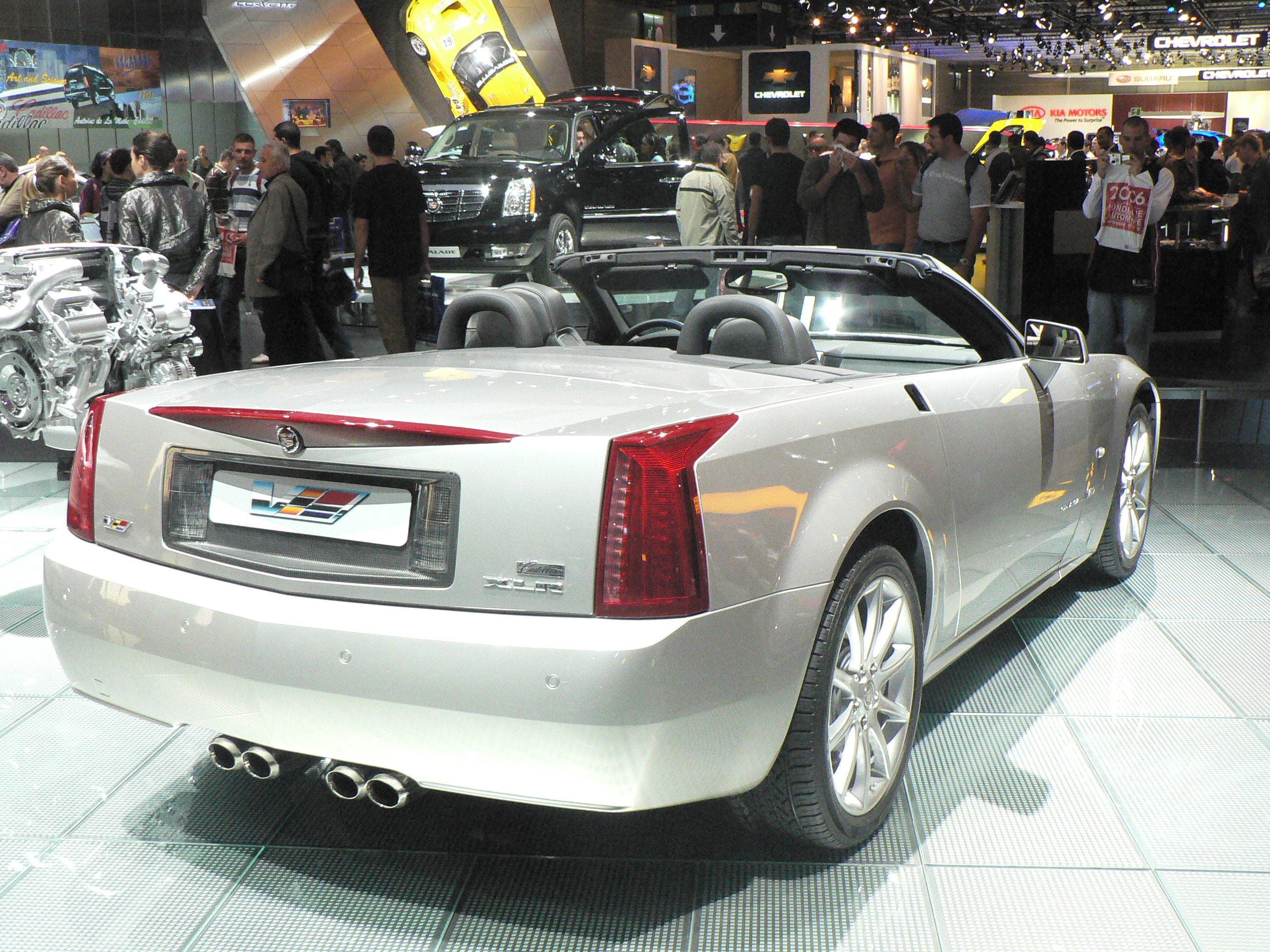
XLRのリア（オープン時）
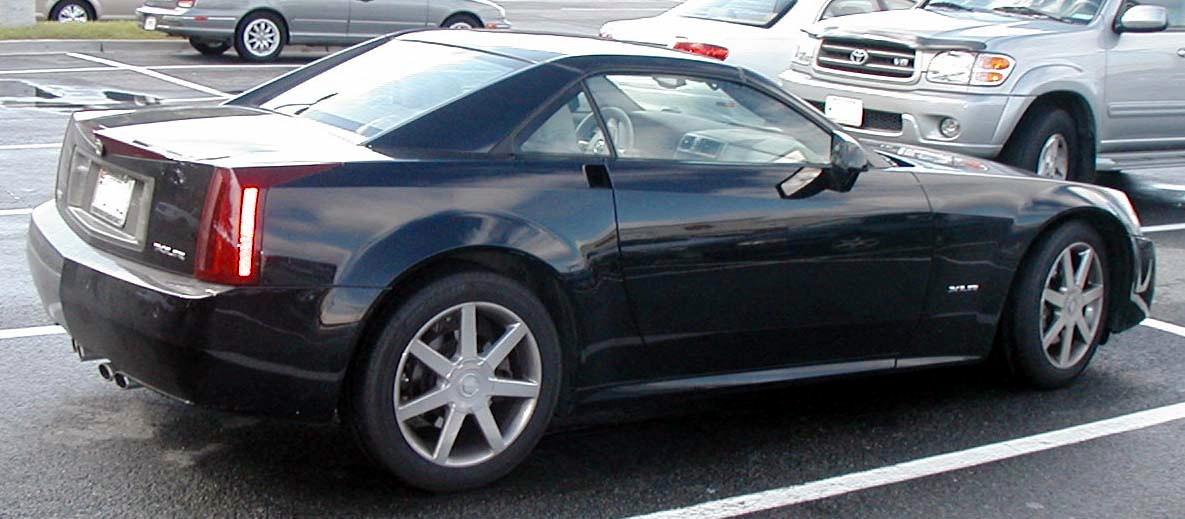
XLRのリア（クローズ時）